# Pentodon algerinus
Pentodon algerinus es una especie de coleóptero de la familia Scarabaeidae.
Habita en el Paleártico: la Europa mediterránea, Oriente Próximo y el Magreb.